# Florencio Entrialgo Ortiz
Florencio Entrialgo Ortiz (Villaviciosa, 4 de juliol de 1892 – Saint-Juèri, França, 27 de setembre de 1957) va ser un treballador del vidre i sindicalista asturià, actiu a Badalona.
Nascut a la parròquia de Pion, a Villaviciosa, era fill de Lorenzo Entrialgo i Ramona Ortiz. A la seva terra natal va iniciar la lluita revolucionària, però va veure's obligat a abandonar la seva terra i es va instal·lar a la ciutat de Badalona. Militant de la CNT, va ser delegat del Sindicat de la Indústria del Vidre de Badalona a la Conferència Regional de la CNT a Catalunya, que va ser celebrada a Barcelona el 31 de maig i 1 de juny de 1931. El novembre de 1932 va assistir, juntament amb Joan Manent i Pere Cané, a una reunió amb uns antics pistolers dels Sindicats Lliures barcelonins, els quals van denunciar l'organització i realització de nombrosos crims durant els anys del pistolerisme, que van ser posats en coneixement de l'Audiència de Barcelona. Davant de la inactivitat de les autoritats judicials republicanes, Entrialgo va ser un dels 46 militants cenetistes badalonins que van signar un manifest de denúncia en contra d'aquesta passivitat. Durant la guerra civil, en diverses ocasions va ser representant de la CNT a l'Ajuntament de Badalona i va quedar molt afectat per la mort del seu fill Eutiquio al front de Terol. Es va exiliar el 1939 a França, allà va ser reclòs a camps de concentració i després va militar a la Federació Local de la CNT de Sant-Juèri, on va morir.